# Vetedvärgsjuka
Vetedvärgsjuka orsakas av ett virus, Wheat Dwarf Virus, WDV, som sprids av randig dvärgstrit, Psammotettix alienus. Den randiga dvärgstriten är virusets enda vektor och spridningsväg. Av odlade grödor är det är främst höstvete som drabbas men även råg och rågvete kan vara värdväxter. Dessutom kan havre och vissa gräsarter vara infekterade utan att visa symtom. Sjukdomen har varit känd i drygt 100 år och sedan 1990-talet angriper den årligen höstvetefält i Mellansverige. Angreppsgraden varierar från år till år och svåra angrepp kan ge upphov till stora skördeförluster. Sjukdomen förekommer också i södra Sverige men är ovanligare där.

## Biologi och sjukdomscykel
När den randiga dvärgstriten suger växtsaft på en virusinfekterad planta får den i sig viruset, och kan sedan vara smittbärande i flera veckor. Varje ny planta striten suger på infekteras. Den randiga dvärgstriten lever i stråsädesfält, betesmarker och vallar och har troligtvis två generationer per år i Sverige. Den övervintrar som ägg som läggs på höstsäd och andra gräsarter på hösten. Viruset kan inte överföras via äggen och för att viruset ska övervintra mellan säsongerna måste det finnas värdväxter. På våren kläcks äggen och striten genomgår fem nymfstadier innan den första generationens vuxna individer uppträder i juni. Den första generation lägger ägg som kläcks i augusti-september, varpå en ny generation utvecklas och flyger ut till nysådda höstsädesfält. Där lägger de ägg som övervintrar till följande vår, då nya stritar kläcks och börjar suga på infekterade plantor. Stråsäden är bara mottaglig för viruset när plantorna är unga, fram till stråskjutning. På grund av det blir angreppen från stritens andra generation i höstsäd allvarligast, samt på sent vårsådda grödor. Angreppen på höstsäd på våren sker efter stråskjutningen när grödan är mindre mottaglig och orsakar därför inga betydande skador. 

## Kännetecken
På hösten kan angripna plantor gulna och få försämrad vinterhärdighet. Även tillväxten avstannar. Det kan vara svårt att avgöra om en planta är smittad genom att titta på den och det säkraste är då att påvisa förekomst av WDV genom serologisk bestämning, exempelvis med metoden ELISA. På våren visar sig symptomen som små dvärglika plantor. Bladen kan vara flammigt gulröda. Axen stannar helt eller delvis kvar i bladslidan och kan vara dåligt matade. I fält förekommer symptomen oftast fläckvis eller längs fältkanter.

## Förekomst och betydelse
Vetedvärgsjukan orsakade kraftiga angrepp på 1940-talet. Sedan blev den ovanlig men återkom på 1990-talet och är nu vanlig i Mellansverige. Orsaken tros bland annat vara att det blir allt vanligare med tidig sådd och plöjningsfri odling. Vetedvärgsjuka kan orsaka stora skördeförluster om angreppen är starka. Väderleken och såtidpunkten under hösten har stor betydelse för hur starka angreppen blir. Vid tidig sådd finns det fler levande stritar kvar i fält som kan angripa plantorna när de befinner sig i ett känsligt utvecklingsstadium, och angreppen blir därmed allvarligare. Detsamma gäller om hösten är varm och torr. Kyligt och fuktigt väder medför minskad aktivitet och äggläggning bland stritarna. Andelen stritar som bär på viruset varierar från år till år och påverkar också hur allvarligt angreppet blir.

## Kontrollåtgärder
Den viktigaste förebyggande kontrollåtgärdern är att undvika tidig sådd av höstvete eftersom plantorna kommer vara i ett mottagligt stadium då det fortfarande är varmt och stritarna är mer aktiva. Om förfrukten är höstvete kan det också vara bra att plöja innan sådd på hösten för att undvika att infekterade plantrester finns kvar i fältet som gör att viruset överlever vintern. Vid sådd på våren hjälper det att välja tidiga sorter som passerat sitt mottagliga stadium när stritarna kläcks.
Kemisk bekämpning mot stritarna förekommer både höst och vår. På hösten är kemisk bekämpning motiverad på fält där vetedvärgsjuka förekommit, som inte plöjts och där grödan såtts tidigt, i augusti eller början av september. På våren kan man bekämpa i fält som angreps av stritar på hösten, för att minska antalet nykläckta stritar som kan sprida viruset ytterligare. Bekämpningen är dock bara motiverad fram till dess att plantorna når stråskjutningsstadiet, eftersom grödan därefter inte är mottaglig.